# FRAME (음반)
《FRAME》은 2014년 11월 26일에 발표한 국카스텐의 두 번째 정규 앨범이다.
이번 앨범은 1000장 한정의 특별판과 일반판 2종류로 발매되었다. 타이틀곡은 변신, 오이디푸스, 로스트 총 세 곡으로 그 중 변신의 뮤직비디오는 비주얼 아티스트 룸펜스가 감독을 맡았다. 또한 '불안의 에너지를 그리는 화가’ 서고운 작가가 앨범 아트워크에 참여하였다.

## 배경
국카스텐 아트워크 프로젝트 [FRAME] with 서고운
2014년 11월 7일부터 9일까지 한남동 블루스퀘어 내 복합문화공간 '네모'에서 개최된 국카스텐 아트워크 프로젝트는 정규 2집 앨범 《프레임》발매를 기념하기 위해 앨범 디자인 작업에 참여한 서고운작가와 콜라보레이션으로 진행된 음감회 및 전시회다.

서고운 작가의 작품을 통해 국카스텐의 음악을 함께 감상할 수 있도록 오디오 가이드 시스템을 도입하는 등 음악과 미술의 색다른 만남을 시도하였다.
특별한정판
1000장 한정으로 제작된 특별판은 액자 모양의 디자인으로 제작된 아크릴케이스에 앨범아트워크에 참여한 서고운 작가의 작품이 그림카드 형식으로 수록되어 있다.

또한 각 그림카드의 후면에는 하현우의 필체로 적힌 가사 이미지가 실려 있다. 이 특별판은 사전예약판매 4시간만에 품절되었다.

## 곡 설명[3]
- 변신- 일렉트로닉 사운드와 다채로운 구성이 돋보이는 곡으로 도입부에서 들리는 어린 아이의 코러스는 신선한 느낌과 함께 마치 재미있는 놀이를 보는 듯한 기분을 선사한다.

- 소문 - 도입부에서 들리는 카주의 소리가 긴장을 안기는 인상적인 곡. 뮤지컬을 연상시키는 대화 형식의 보컬, 그리고 휘몰아치는 격정적인 사운드가 묘한 흥분을 만들어낸다.

- 뱀 - 드럼과 기타 플레이가 돋보이는 곡으로 실험적인 구성과 뱀의 움직임을 표현한 듯한 연주, 그리고 각 파트의 앙상블이 감상 포인트로 뱀에게 물린 나 자신이 새로운 독에 물들어 허물을 벗고 다시 태어난다는 내용을 그렸다.

- 깃털 - 신형철의 평론집 '몰락의 에티카'라는 책에서 영감을 얻어 만든 곡이다. 몽롱하고 사이키델릭한 사운드는 초연히 떨어지는 깃털의 이미지가 눈앞에 펼쳐지는 듯한 공감각을 선사한다.

하현우는 "신형철의 평론집 <몰락의 에티카> 중에서 '나는 늘 몰락한 자들에게 매료되곤 했다', '전부인 하나를 지키기 위해 그 하나를 제외한 전부를 포기한 몰락하는 자'에 대한 글을 읽고 만든 노래입니다."

" 이 노래에서 '깃털'은 상처와 비상(飛翔)의 흔적, 몰락, 과거 그리고 전부였던 하나를 말합니다. 혼란스러웠던 과거의 상처를 안고 저 멀리 가볍게 낙하하는 깃털의 형상을 표현했습니다." 라고 설명하였다.
- 프레임(Frame) - 일렉트로닉 사운드의 곡으로 죽어있던 이념을 프레임을 통한 시선의 이동으로 새로운 생명을 불어넣는다는 내용을 담았다.

- 카눌라(Canular)[4] - '카눌라'는 정교한 속임수를 의미하는 도박용어. 한번도 경험해보지 못한 승리를 마치 빼앗겼다고 착각해버리는 현상을 냉소적인 분위기와 한탄 섞인 보컬의 조화로 표현했다.

- 오이디푸스(Oedipus) - 동명의 신화의 내용을 토대로 결과보다는 자신의 운명을 이겨내려 했던 의지에 초점을 맞춰 만든 노래다. 비장한 발걸음을 내딛는 듯한 리듬과 보컬의 멜로디색이 뚜렷한 곡으로 웅장하고 풍성한 사운드를 느낄 수 있다.

- 몽타주(Montage) - 2012년에 디지털싱글로 발표한 음원을 앨범 분위기에 맞게 재녹음과 재믹싱을 거쳐 한층 선명하고 단단한 사운드를 만들어냈다.

- 푸에고(Fuego) - 2012년 런던 올림픽 응원가로 발표하였던 푸에고는 앨범분위기에 맞게 재녹음과정을 거쳐 수록됐다. 스페인어로 '불'을 의미하는 '푸에고'처럼 가는 곳마다 전부 태워버리겠다는 강렬한 메시지를 담았다. 특히 보컬 하현우가 다른 멤버들에게 보내는 곡이라는 점에서 눈길을 끈다.

- 미늘 - 도입부의 기괴한 베이스 이펙터가 귀를 사로잡는 곡. 대화를 하는 듯한 보컬의 다양한 컬러, 그리고 후반부의 폭발하는 듯한 연주와 절규는 듣는 이로 하여금 경이로움을 느끼게 한다.

하현우는 "가장 실험적인 곡이다. 해보고 싶은 것들을 다 해본 노래라 많은 분들이 어려워하실 것 같아 걱정을 많았다"면서 "미늘에 걸림으로 인해 자신이 지금까지 믿고 있었던 세계가 사실은 바다가 아니었음을 깨닫는 내용"이라고 소개했다.
- 작은 인질 - 프랑스 화가 장 포트리에의 '작은 인질'에 집중하여 쓴 곡으로 콘트라베이스의 연주가 포함된 곡이다. 한국의 뱃노래를 연상시키는 독창적인 가사와 국악을 연상시키는 멜로디가 오묘한 매력의 슬픔을 안긴다.

- 감염 - 디지털싱글로 발표했던 곡으로 앨범에는 리마스터링 버전으로 수록되었다. 도입부에 귓가를 자극하는 파리소리, 그리고 이어지는 기타 플레이는 음악으로 시각적 이미지를 구현하려는 국카스텐의 의도를 느끼게 한다.

- 저글링(Juggling) - 사운드는 한편의 신나는 서커스를 연상시키지만 가사의 내용은 마치 묘기를 부리는 듯한 삶을 사는 사람들의 비극을 그렸다.

- 스크래치(Scratch) - 현대인들이 가진 상처는 훈장과도 같다는 내용을 담은 스크래치는 사이렌 소리를 연상시키는 도입부 기타의 표현력과 저돌적으로 덤벼드는 사운드가 인상적인 곡이다.

- 로스트(Lost) - 어쿠스틱기타의 담백한 연주와 감성적인 보컬을 느낄 수 있는 곡으로 가야금의 절제된 연주와 몽환적인 코러스가 상실의 분위기를 선사한다.

하현우는 '로스트'는 20대 시절 친구들에게 써준 시를 통해 만든 노래다. 꿈과 이상이 현실과 충돌하는 생채기를 그렸다"면서 "우리가 지나온 20대의 상징이자 지금의 20대에게 보내는 선물과도 노래"라고 말했다.

## 수록곡
| #   | 제목                          | 작사   | 작곡   | 편곡     | 재생 시간 |
| --- | ----------------------------- | ------ | ------ | -------- | --------- |
| 1.  | 〈변신〉                      | 하현우 | 하현우 | 국카스텐 | 3:45      |
| 2.  | 〈소문〉                      | 하현우 | 하현우 | 국카스텐 | 3:44      |
| 3.  | 〈뱀〉                        | 하현우 | 하현우 | 국카스텐 | 4:26      |
| 4.  | 〈깃털〉                      | 하현우 | 하현우 | 국카스텐 | 4:49      |
| 5.  | 〈FRAME〉                     | 하현우 | 하현우 | 국카스텐 | 3:23      |
| 6.  | 〈카눌라〉                    | 하현우 | 하현우 | 국카스텐 | 4:25      |
| 7.  | 〈오이디푸스〉                | 하현우 | 하현우 | 국카스텐 | 4:19      |
| 8.  | 〈Montage (Re-recorded ver)〉 | 하현우 | 하현우 | 국카스텐 | 3:42      |
| 9.  | 〈푸에고 (Re-recorded ver)〉  | 하현우 | 하현우 | 국카스텐 | 4:14      |
| 10. | 〈미늘〉                      | 하현우 | 하현우 | 국카스텐 | 4:24      |
| 11. | 〈작은 인질〉                 | 하현우 | 하현우 | 국카스텐 | 3:51      |
| 12. | 〈감염 (Re-mastered ver)〉    | 하현우 | 하현우 | 국카스텐 | 3:51      |
| 13. | 〈저글링〉                    | 하현우 | 하현우 | 국카스텐 | 3:17      |
| 14. | 〈스크래치〉                  | 하현우 | 하현우 | 국카스텐 | 4:15      |
| 15. | 〈LOST〉                      | 하현우 | 하현우 | 국카스텐 | 4:56      |